# Lucas Radebe
Lucas Valeriu Radebe (Soweto, Provincia de Gauteng, Sudáfrica, 12 de abril de 1969) es un exfutbolista sudafricano. Se desempeñaba en la posición de defensa.
La banda Kaiser Chiefs, originaria de Leeds, adoptó como nombre el del club donde Radebe inició su carrera como futbolista, esto debido a que sus miembros son fanáticos del Leeds United. Cabe destacar que Radabe formó parte de las filas del club inglés por 11 años.

## Selección nacional
Fue internacional con la selección de fútbol de Sudáfrica en 70 ocasiones y marcó 2 goles. Debutó el 7 de julio de 1992, en un encuentro amistoso ante la selección de Camerún que finalizó con marcador de 1-0 a favor de los sudafricanos.

### Participaciones en Copas del Mundo
| Mundial                        | Sede                  | Resultado    |
| ------------------------------ | --------------------- | ------------ |
| Copa Mundial de Fútbol de 1998 | Francia               | Primera fase |
| Copa Mundial de Fútbol de 2002 | Corea del Sur y Japón | Primera fase |

### Participaciones en Copa Africana
| Copa                           | Sede            | Resultado  |
| ------------------------------ | --------------- | ---------- |
| Copa Africana de Naciones 1996 | Sudáfrica       | Campeón    |
| Copa Africana de Naciones 1998 | Burkina Faso    | Subcampeón |
| Copa Africana de Naciones 2000 | Ghana y Nigeria | Semifinal  |

## Clubes
| Club          | País       | Año         |
| ------------- | ---------- | ----------- |
| Kaizer Chiefs | Sudáfrica  | 1989 - 1994 |
| Leeds United  | Inglaterra | 1994 - 2005 |

## Palmarés

### Campeonatos nacionales
| Título            | Club          | País      | Año  |
| ----------------- | ------------- | --------- | ---- |
| MTN 8             | Kaizer Chiefs | Sudáfrica | 1989 |
| MTN 8             | Kaizer Chiefs | Sudáfrica | 1991 |
| MTN 8             | Kaizer Chiefs | Sudáfrica | 1992 |
| Copa de Sudáfrica | Kaizer Chiefs | Sudáfrica | 1992 |

### Copas internacionales
| Título                    | Equipo                 | Sede      | Año  |
| ------------------------- | ---------------------- | --------- | ---- |
| Copa Africana de Naciones | Selección de Sudáfrica | Sudáfrica | 1996 |

## Vida personal
Lucas Radebe nació y creció en la zona de Diepkloof, en Soweto. Su familia estaba compuesta por su padre, su madre y sus 9 hermanos. Su padre trabajaba en el rubro de transporte, dirigiendo una flota de automóviles que transportaban personas y mercancías por todo el país.
En 1991, cuando ya integraba el plantel de Kaizer Chiefs, recibió un disparo en la espalda mientras conducía de camino a una tienda. La recuperación le llevó alrededor de 1 año.
Nelson Mandela dijo de él una vez "Éste es mi héroe", situación que Radebe no podía creer.
En 2008 perdió a su primera esposa, Feziwe, a causa del cáncer y ese mismo año colapsó por un problema cardíaco. Feziwe tenía sólo 34 años y dejó atrás a Radebe y sus dos hijos, Lucas y Owami.